# Summersville (Virginia Occidentale)
Summersville è una town degli Stati Uniti d'America, capoluogo della Contea di Nicholas in Virginia Occidentale.
La città ha preso il nome dal giudice Lewis Sommers (1778-1843).